# Culte charismatique
 (mars 2017).
Si vous disposez d'ouvrages ou d'articles de référence ou si vous connaissez des sites web de qualité traitant du thème abordé ici, merci de compléter l'article en donnant les références utiles à sa vérifiabilité et en les liant à la section « Notes et références ».
Le culte charismatique est une forme d'adoration, qui, dans les divers milieux chrétiens, où il se pratique, consiste à exercer des charismes au sein et pour le service de la communauté.
Plus vivants, plus spontanés que les cultes dits traditionnels, les cultes charismatiques diffèrent par l'accent mis sur l'expérience dans la pratique du culte personnel (prières, lectures bibliques et louanges) et celle du culte communautaire.
Ces tendances se rencontrent parmi certains mouvements évangéliques et catholiques, et plus particulièrement chez les pentecôtistes, rassemblés en France sous l'appellation « Assemblées de Dieu ».

## Définition des charismes.
Le terme, charisme, vient du grec charisma, qui signifie don, et est employé dans le Nouveau Testament pour désigner les dons du Saint Esprit. St Thomas, grand théologien dominicain du XIIIe siècle, distinguait ce don comme, gratia gratis data, grâce donnée gratuitement, et servant, pour celui qui la reçoit, à ramener à Dieu un ou plusieurs frères, à la gratia gratum faciens, grâce qui rend agréable, que Dieu accorde aux hommes pour les sauver.
Les charismes, au sens large, constituent dans le Nouveau Testament, tous les dons de l'Esprit Saint, du don de la grâce, du pardon des péchés, aux divers dons ponctuels ou permanents, utiles pour le croyant ou contribuant à l'édification de l'Église. Pour les chrétiens charismatiques, les dons mis en avant sont surtout les dons spirituels, les dons manifestants l'œuvre visible de l'Esprit Saint.

## Particularités du culte charismatique.
Les cultes charismatiques mettent généralement l'emphase sur les prières et chants spontanés, ainsi que sur l'exercice des dons spirituels tels que la glossolalie, qu'on appelle plus communément le « parler en langues », la prophétie, les paroles de connaissances ou de sagesse, la guérison.
L'accent est donc mis sur l'expérience, le ressenti, amenant souvent les fidèles à rechercher une relation particulière avec le Saint Esprit. Cette relation particulière intervient en général lors des moments de prière libre, prières spontanées de quelques membres de l'assemblée, ou pendant la louange, en reprenant parfois de manière répétitive les couplets de certains chants, qui procurent au fidèle un état d'adoration durant lequel il se sent plus réceptif à l'action de l'Esprit Saint. Cette expérience a donc pour objectif la recherche d'une relation intime avec Dieu.
Si l'un des traits du culte charismatique est une adoration vivante, un autre est la mise en service des dons pour l'édification de la communauté. 
L'exercice des dons, la louange et la prière occupent donc une place privilégiée dans le culte, et sont pour ces assemblées la force de l'adoration. Ces cultes sont aussi l'occasion de reconnaître les différents ministères qui peuvent exister dans l'Église, et cela, peut-être plus facilement que dans les églises traditionnelles. En effet, par la mise en avant des dons de chacun, on accorde plus de reconnaissance, dans ces cultes, à certains ministères tels que le prophète, le conducteur de louange, l'intercesseur, …, que dans les cultes des églises institutionnelles.

## Comment se déroule un culte charismatique[3]?
- La partie chant : de 15 à 30 minutes, cantiques ou chœurs tirés des principaux recueils, avec une prière d'introduction.

- La louange et l'adoration : de 30 à 40 minutes, individuelles et spontanées, la louange et l'adoration sont adressées à Dieu par les participants. C'est à cette occasion que vont s'exercer les charismes.

- Les charismes : manifestations présentées dans la première épître (lettre) de l'apôtre Paul aux Corinthiens. 1 Cor 12,7-11 présente les divers dons: la parole de sagesse, de connaissance, la foi, le don de guérison, l'opération de miracles, la prophétie, le discernement des esprits, le parler en langue et l'interprétation. 1 Cor 14,26-33 donne les règles d'usage: deux ou trois peuvent parler en langue s'il y a un interprète, deux ou trois peuvent prophétiser à tour de rôle et les autres juger, en aucun cas le désordre ne vient de Dieu.

- La Sainte Cène : partage du pain et de vin, en souvenir du dernier repas du Christ avant la crucifixion, distribués aux personnes ayant manifesté leur foi par la conversion personnelle à Jésus Christ et le baptême.

- La prédication : de 30 à 45 minutes, elle est l'expression de la Parole de Dieu, la Bible, par le commentaire d'un passage de l'Écriture, par un prédicateur, en général, le pasteur.

- Les annonces : moment d'échange d'informations pratiques relatives à la communauté ou de nouvelles concernant l'un ou l'autre des membres de la communauté.

- L'offrande : collecte d'argent au sein de la communauté pour en assurer le fonctionnement.

## Points faibles de certains cultes charismatiques.
Malgré la recherche, à travers ces cultes, d'une adoration authentique, il arrive que certains soient l'occasion de dérives, allant parfois de l'hérésie, erreur sur la doctrine de la foi chrétienne, plus ou moins consciente, aux dérives sectaires sous l'influence d'un leader sur la communauté.
Par exemple, dans certains cultes, sont établis des modèles d'expériences que tous devraient être en mesure de faire, et l'expression des dons s'en trouve limitée à seulement quelques-uns, comme la louange, la prophétie ou le « parler en langues ». Il arrive donc qu'il y ait une certaine culpabilisation de la part de responsables d'église sur ceux qui sortent du lot.
De plus la place de la liturgie et ses divers temps dans le culte (intercession, pardon des péchés, …), est parfois réduite au strict minimum au profit de la louange et de l'adoration désordonnée au nom d'une adoration plus spontanée.